# 秋田県第2区
秋田県第2区（あきたけんだい2く）は、日本の衆議院議員総選挙における選挙区。1994年（平成6年）の公職選挙法改正で設置。

## 区域

### 現在の区域
2013年（平成25年）公職選挙法改正以降の区域は以下のとおりである。
- 能代市
- 大館市
- 男鹿市
- 鹿角市
- 潟上市
- 北秋田市
- 鹿角郡
- 北秋田郡
- 山本郡
- 南秋田郡

2002年（平成14年）公職選挙法改正から2013年の小選挙区改定までの区域は以下のとおりである。男鹿・南秋地区（現在の男鹿市・潟上市・南秋田郡）は2002年まで1区の一部であった。
- 能代市
- 大館市
- 男鹿市
- 鹿角市
- 鹿角郡
- 北秋田郡
- 山本郡
- 南秋田郡

### 2002年以前の区域
1994年（平成6年）公職選挙法改正から2002年の小選挙区改定までの区域は以下のとおりである。
- 能代市
- 大館市
- 鹿角市
- 鹿角郡
- 北秋田郡
- 山本郡

## 歴史
農林水産大臣などを歴任した野呂田芳成が強固な地盤を築いていた選挙区である。野呂田は2005年の郵政民営化法案に反対票を投じたことから同年の第44回衆議院議員総選挙で自民党の公認を得られず無所属で出馬することになるも、自民党公認の新人小野貴樹を大差で下し議席を死守した。
野呂田は2008年1月、次の総選挙に出馬せず、政界を引退する意向を表明。その後継に、前年の参院選に秋田県選挙区から出馬して落選した金田勝年を指名した。しかし、野呂田の系列にあたる小坂町長（当時）の川口博が民主・社民・国民新3党の支援を受けて無所属で出馬する意向を表明し、野呂田はこれに不快感を示した。2009年の第45回衆議院議員総選挙では川口が1,351票の僅差で当選し、金田は重複立候補していた比例東北ブロックで復活した。
2012年の第46回衆議院議員総選挙では金田が民主党に入党していた川口を大差で破り当選し、川口は比例復活もならず落選した。2014年の第47回衆議院議員総選挙でも金田が大差での当選を果たした。
2017年の第48回衆議院議員総選挙では金田は希望の党から出馬した新人緑川貴士に肉薄されたが、1,672票差で辛くも当選。敗れた緑川は比例復活で初当選した。
2021年の第49回衆議院議員総選挙では、立憲民主党に移籍した緑川が金田を破って小選挙区での初当選を果たしたが、金田も比例で復活した。
2024年の第50回衆議院議員総選挙を前に金田は引退し、自民党は後継として前大館市長の福原淳嗣を擁立。選挙戦では裏金問題の中で5,695票差と奮闘したが緑川が再選。それでも福原は比例復活での初当選を果たした。

## 小選挙区選出議員
| 選挙名                 | 年     | 当選者     | 党派       |
| ---------------------- | ------ | ---------- | ---------- |
| 第41回衆議院議員総選挙 | 1996年 | 野呂田芳成 | 自由民主党 |
| 第42回衆議院議員総選挙 | 2000年 | 野呂田芳成 | 自由民主党 |
| 第43回衆議院議員総選挙 | 2003年 | 野呂田芳成 | 自由民主党 |
| 第44回衆議院議員総選挙 | 2005年 | 野呂田芳成 | 無所属     |
| 第45回衆議院議員総選挙 | 2009年 | 川口博     | 無所属     |
| 第46回衆議院議員総選挙 | 2012年 | 金田勝年   | 自由民主党 |
| 第47回衆議院議員総選挙 | 2014年 | 金田勝年   | 自由民主党 |
| 第48回衆議院議員総選挙 | 2017年 | 金田勝年   | 自由民主党 |
| 第49回衆議院議員総選挙 | 2021年 | 緑川貴士   | 立憲民主党 |
| 第50回衆議院議員総選挙 | 2024年 | 緑川貴士   | 立憲民主党 |

## 選挙結果
時の内閣：第1次石破内閣 解散日：2024年10月9日 公示日：2024年10月15日
当日有権者数：24万4066人 最終投票率：58.74%（前回比： 2.49%） （全国投票率：53.85%（2.08%））
| 当落 | 候補者名 | 年齢 | 所属党派   | 新旧 | 得票数   | 得票率 | 惜敗率 | 推薦・支持 | 重複 |
| ---- | -------- | ---- | ---------- | ---- | -------- | ------ | ------ | ---------- | ---- |
| 当   | 緑川貴士 | 39   | 立憲民主党 | 前   | 70,895票 | 50.42% | ――     |            | ○    |
| 比当 | 福原淳嗣 | 56   | 自由民主党 | 新   | 65,200票 | 46.37% | 91.97% | 公明党推薦 | ○    |
|      | 山内梅良 | 76   | 日本共産党 | 新   | 4,505票  | 3.20%  | 6.35%  |            |      |

時の内閣：第1次岸田内閣 解散日：2021年10月14日 公示日：2021年10月19日
当日有権者数：25万8567人 最終投票率：61.23%（前回比：1.11%） （全国投票率：55.93%（2.25%））
| 当落 | 候補者名 | 年齢 | 所属党派   | 新旧 | 得票数   | 得票率 | 惜敗率 | 推薦・支持 | 重複 |
| ---- | -------- | ---- | ---------- | ---- | -------- | ------ | ------ | ---------- | ---- |
| 当   | 緑川貴士 | 36   | 立憲民主党 | 前   | 81,845票 | 52.54% | ――     |            | ○    |
| 比当 | 金田勝年 | 72   | 自由民主党 | 前   | 73,945票 | 47.46% | 90.35% | 公明党推薦 | ○    |

時の内閣：第3次安倍第3次改造内閣 解散日：2017年9月28日 公示日：2017年10月10日
当日有権者数：27万6022人 最終投票率：60.12%（前回比：5.58%） （全国投票率：53.68%（1.02%））
| 当落 | 候補者名 | 年齢 | 所属党派   | 新旧 | 得票数   | 得票率 | 惜敗率 | 推薦・支持 | 重複 |
| ---- | -------- | ---- | ---------- | ---- | -------- | ------ | ------ | ---------- | ---- |
| 当   | 金田勝年 | 68   | 自由民主党 | 前   | 74,835票 | 46.30% | ――     | 公明党     | ○    |
| 比当 | 緑川貴士 | 32   | 希望の党   | 新   | 73,163票 | 45.26% | 97.77% |            | ○    |
|      | 藤本友里 | 38   | 日本共産党 | 新   | 13,642票 | 8.44%  | 18.23% |            |      |

- 藤本は第26回参議院議員通常選挙に秋田県選挙区から日本共産党公認で立候補し、落選。

時の内閣：第2次安倍改造内閣 解散日：2014年11月21日 公示日：2014年12月2日
当日有権者数：28万1658人 最終投票率：54.54%（前回比：8.74%） （全国投票率：52.66%（6.66%））
| 当落 | 候補者名 | 年齢 | 所属党派   | 新旧 | 得票数   | 得票率 | 惜敗率 | 推薦・支持 | 重複 |
| ---- | -------- | ---- | ---------- | ---- | -------- | ------ | ------ | ---------- | ---- |
| 当   | 金田勝年 | 65   | 自由民主党 | 前   | 82,046票 | 54.70% | ――     | 公明党     | ○    |
|      | 緑川貴士 | 29   | 民主党     | 新   | 56,701票 | 37.80% | 69.11% |            | ○    |
|      | 藤本金治 | 68   | 日本共産党 | 新   | 11,247票 | 7.50%  | 13.71% |            |      |

時の内閣：野田第3次改造内閣 解散日：2012年11月16日 公示日：2012年12月4日
当日有権者数：28万8595人 最終投票率：63.28%（前回比：11.32%） （全国投票率：59.32%（9.96%））
| 当落 | 候補者名 | 年齢 | 所属党派   | 新旧 | 得票数   | 得票率 | 惜敗率 | 推薦・支持 | 重複 |
| ---- | -------- | ---- | ---------- | ---- | -------- | ------ | ------ | ---------- | ---- |
| 当   | 金田勝年 | 63   | 自由民主党 | 前   | 91,747票 | 51.48% | ――     | 公明党     | ○    |
|      | 川口博   | 65   | 民主党     | 前   | 57,392票 | 32.21% | 62.55% | 国民新党   | ○    |
|      | 石田寛   | 65   | 社会民主党 | 新   | 21,483票 | 12.06% | 23.42% |            | ○    |
|      | 佐藤邦靖 | 57   | 日本共産党 | 新   | 7,581票  | 4.25%  | 8.26%  |            |      |

時の内閣：麻生内閣 解散日：2009年7月21日 公示日：2009年8月18日
当日有権者数：29万9193人 最終投票率：74.60%（前回比：4.58%） （全国投票率：69.28%（1.77%））
| 当落 | 候補者名   | 年齢 | 所属党派   | 新旧 | 得票数   | 得票率 | 惜敗率 | 推薦・支持 | 重複 |
| ---- | ---------- | ---- | ---------- | ---- | -------- | ------ | ------ | ---------- | ---- |
| 当   | 川口博     | 62   | 無所属     | 新   | 93,951票 | 42.66% | ――     |            | ×    |
| 比当 | 金田勝年   | 59   | 自由民主党 | 新   | 92,600票 | 42.04% | 98.56% |            | ○    |
|      | 山本喜代宏 | 53   | 社会民主党 | 元   | 23,719票 | 10.77% | 25.25% |            | ○    |
|      | 佐々木重人 | 39   | みんなの党 | 新   | 8,645票  | 3.92%  | 9.20%  |            | ○    |
|      | 藤原純一   | 58   | 幸福実現党 | 新   | 1,342票  | 0.61%  | 1.43%  |            |      |

時の内閣：第2次小泉改造内閣 解散日：2005年8月8日 公示日：2005年8月30日
当日有権者数：31万2267人 最終投票率：70.02%（前回比：3.88%） （全国投票率：67.51%（7.65%））
| 当落 | 候補者名   | 年齢 | 所属党派   | 新旧 | 得票数   | 得票率 | 惜敗率 | 推薦・支持 | 重複 |
| ---- | ---------- | ---- | ---------- | ---- | -------- | ------ | ------ | ---------- | ---- |
| 当   | 野呂田芳成 | 75   | 無所属     | 前   | 80,974票 | 37.61% | ――     |            | ×    |
|      | 小野貴樹   | 34   | 自由民主党 | 新   | 53,555票 | 24.88% | 66.14% |            | ○    |
|      | 佐々木重人 | 35   | 民主党     | 新   | 45,020票 | 20.91% | 55.60% |            | ○    |
|      | 山本喜代宏 | 49   | 社会民主党 | 前   | 28,131票 | 13.07% | 34.74% |            | ○    |
|      | 藤本金治   | 59   | 日本共産党 | 新   | 7,606票  | 3.53%  | 9.39%  |            |      |

時の内閣：第1次小泉第2次改造内閣 解散日：2003年10月10日 公示日：2003年10月28日
当日有権者数：31万5801人 最終投票率：66.14% （全国投票率：59.86%（2.63%））
| 当落 | 候補者名   | 年齢 | 所属党派   | 新旧 | 得票数    | 得票率 | 惜敗率 | 推薦・支持 | 重複 |
| ---- | ---------- | ---- | ---------- | ---- | --------- | ------ | ------ | ---------- | ---- |
| 当   | 野呂田芳成 | 74   | 自由民主党 | 前   | 109,296票 | 53.65% | ――     |            |      |
|      | 佐々木重人 | 33   | 民主党     | 新   | 55,969票  | 27.47% | 51.21% |            | ○    |
| 比当 | 山本喜代宏 | 47   | 社会民主党 | 新   | 27,624票  | 13.56% | 25.27% |            | ○    |
|      | 明石喜進   | 62   | 日本共産党 | 新   | 10,838票  | 5.32%  | 9.92%  |            |      |

時の内閣：第1次森内閣 解散日：2000年6月2日 公示日：2000年6月13日 （全国投票率：62.49%（2.84%））
| 当落 | 候補者名   | 年齢 | 所属党派   | 新旧 | 得票数   | 得票率 | 惜敗率 | 推薦・支持 | 重複 |
| ---- | ---------- | ---- | ---------- | ---- | -------- | ------ | ------ | ---------- | ---- |
| 当   | 野呂田芳成 | 70   | 自由民主党 | 前   | 89,428票 | 54.30% | ――     |            | ○    |
|      | 畠山健治郎 | 65   | 社会民主党 | 前   | 49,443票 | 30.02% | 55.29% |            | ○    |
|      | 菊地時子   | 49   | 日本共産党 | 新   | 13,090票 | 7.95%  | 14.64% |            |      |
|      | 工藤富裕   | 47   | 自由党     | 新   | 12,736票 | 7.73%  | 14.24% |            | ○    |

時の内閣：第1次橋本内閣 解散日：1996年9月27日 公示日：1996年10月8日 （全国投票率：59.65%（8.11%））
| 当落 | 候補者名   | 年齢 | 所属党派   | 新旧 | 得票数   | 得票率 | 惜敗率 | 推薦・支持 | 重複 |
| ---- | ---------- | ---- | ---------- | ---- | -------- | ------ | ------ | ---------- | ---- |
| 当   | 野呂田芳成 | 66   | 自由民主党 | 前   | 86,677票 | 54.94% | ――     |            | ○    |
| 比当 | 畠山健治郎 | 62   | 社会民主党 | 前   | 54,131票 | 34.31% | 62.45% |            | ○    |
|      | 工藤良一   | 69   | 日本共産党 | 新   | 11,172票 | 7.08%  | 12.89% |            |      |
|      | 三浦卓     | 60   | 自由連合   | 新   | 5,774票  | 3.66%  | 6.66%  |            | ○    |